# Un piccolo eroe
Un piccolo eroe (in russo Маленький герой?, Malen'kij geroj) è un racconto dello scrittore russo Fëdor Dostoevskij, scritto nel 1849 e pubblicato nel 1857.

## Genesi
La storia venne scritta da Dostoevskij nella fortezza dopo il suo arresto nel mese di aprile del 1849. Dostoevskij, nelle lettere al fratello Michael, lo definì un romanzo, una storia. Il lavoro sul "piccolo eroe" è stato accompagnato da forti disagi e privazioni per l'esistenza in prigione.

## Trama
Il narratore racconta come all'età di undici anni fu mandato a una parente a trascorrere il mese di luglio. Quest'ultima, molto ricca, riceve costantemente decine di persone in un clima di festa. Egli descrive come rimase affascinato di una giovane donna bionda cui nulla resiste: descrive il suo fisico, i suoi clienti abituali, relazioni.
Poi si concentra su un'altra donna, Nathalie M., un'amica della precedente, ma questa è bella, bruna e triste, e quindi il fanciullo sente la sua prima emozione d'amore. Ella non è felicemente sposata, suo marito è lì, ma non le presta molta attenzione; troppo giovane per capire tutto, il narratore sente cose che non comprende.
Una mattina sorprende tutti gli ospiti montando uno stallone che tutti temevano, e da quel momento la signora bionda diventa sua amica. Il giorno dopo assiste ad un addio straziante tra Nathalie e il signor M., che dà una lettera alla moglie, che però la perde subito, il nostro piccolo eroe la trova e la dà gagliardamente insieme ad un bouquet alla signora M, sconvolta; questa per ringraziare il giovane gli dà un bacio sulle labbra.

## Affinità con altre opere del periodo
Dopo il ritorno dall'esilio nel 1859, lo scrittore pubblicò l'anno successivo le sue prime opere, tra cui Un piccolo eroe. Anche nel 1860 Turgenev pubblicò un romanzo sul "primo amore", tema e trama simili a Un piccolo eroe. In entrambi i lavori i ragazzi eroici hanno agito come "scudieri" per le dame, cavalieri perfettamente coraggiosi e nobili. Corrispondenza e altri motivi di due prodotti. D'altra parte, siamo in grado di identificare somiglianze e differenze negli approcci alla raffigurazione del "piccolo eroe": la storia di Nikolenka Irtenyev di Lev Tolstoj Infanzia (1852), creato dallo scrittore e del tutto indipendente dalla storia di Dostoevskij.

## Edizioni italiane
- Il piccolo eroe, Napoli: Luigi Pierro Ed., 1892
- Il piccolo eroe, Milano: Baldini e Castoldi, 1913
- Il piccolo eroe, trad. di Olga Signorelli, Firenze: La Voce, 1921
- Il piccolo eroe, Milano: Barion, 1924
- Un piccolo eroe, trad. di Natale Salerno, Milano: Elit, 1933
- Piccolo eroe, in Crotcaja e altri racconti, a cura di Bruno Del Re, Milano: Bompiani, 1945
- Un piccolo eroe,  trad. di Assia Nobiloni, in Racconti e romanzi brevi, vol. II, Firenze: Sansoni, 1948
- Un piccolo eroe, trad. di Eva Amendola Künh, in Tutti i racconti e i romanzi brevi, a cura di Eridano Bazzarelli, Milano: Mursia, 1960
- Piccolo eroe, trad. di Giovanni Faccioli, Milano: Rizzoli, 1957
- Un piccolo eroe, Firenze: Passigli, 1988
- Un piccolo eroe, trad. di Margherita Crepax, in Racconti, a cura di Giovanna Spendel, Milano: Mondadori, 1991, pp. 389-432